# Corytibacladius gercinoi
Corytibacladius gercinoi är en tvåvingeart som beskrevs av Oliveira, Messias och Santos 1995. Corytibacladius gercinoi ingår i släktet Corytibacladius och familjen fjädermyggor. Inga underarter finns listade i Catalogue of Life.